# Nordic Ferry Infrastructure
Nordic Ferry Infrastructure Holding AS är ett företag med huvudkontor i Norge, som bedriver trafik med bil- och passagerarfärjor i Norge, Danmark och Finland. Bolaget bildades av det svenska riskkapitalbolaget EQT 2021 som ett holdingföretag, vilket 2022 inkorporerade det norska färjerederiet Torghatten AS och det danska färjerederiet Molslinjen.
EQT köpte våren 2021 Molslinjen och samma år rederiet ForSea, som inlemmades i Molslinjen. I mars 2021 köpte EQT den norska trafikkoncernen Torghatten AS, efter det att dess majoritetspost övertagits av det nybildsde Flyco AS. EQT avvecklade efter inköpet Torghattens busstrafik genom försäljning till CBRE, varefter Torghatten blev ett renodlat färjerederi.
Nordic Ferry Infrastructure hade 2023 omkring 65 rutter, vilka trafikerades av över 100 fartyg.